# 日夏耿之介
日夏 耿之介（ひなつ こうのすけ、1890年〈明治23年〉2月22日 - 1971年〈昭和46年〉6月13日）は、日本の詩人・英文学者。本名樋口 國登（ひぐち くにと）（通称は「圀登」の字体を愛用）。号は夏黄眠、黄眠道人、黄眠堂主人、聴雪盧主人、石上好古、溝五位など30数種類存在する。広範な学識と多岐にわたる文学活動で「学匠詩人」と称される。
詩人としては自らゴスィック・ローマン詩體と称す高踏的で荘重幽玄な詩風であり、その神秘主義的な象徴詩は他に類をみない個性を放っている。また、訳詩や文学論考、随筆などの幅広い著作があり、明治大正期の文学論でも知られる。

## 生涯

### 生い立ちと学究
長野県下伊那郡飯田町（現飯田市知久町）に樋口藤治郎、以志（樋口龍峡の姉）の長男として生まれる。樋口家は清和源氏につながる家系で、数百年前に木曽から移った。祖父興平は北原家から養子に入り、文芸を好む考古学研究家で、郊戸神社、愛宕神社の宮司を務めた。父は伊藤家から養子に入り、信濃商業銀行、百十七銀行の支店長を務めた。母方の親戚に勤王家松尾多勢子がいる。いとこの妻は小林一三の姪。のちに歌集『貞心抄』を出した母の薫陶を得て育つ。飯田尋常小学校に通い、当時『小学新聞』（北隆館）に投稿文が掲載された。長野県立飯田中学入学、この頃から詩作を始め、友人と読書会を結成し会長となり、廻覧誌『少年文芸』を編集、風翔、萍翠迂人の号を用いた。1904年に上京して母方の叔父の樋口龍峡に身を寄せ、旧制京北中学校2年に転入、校友会雑誌に風狭、風狭韻子の号で短文や詩を発表する。1906年に病気のために中退。

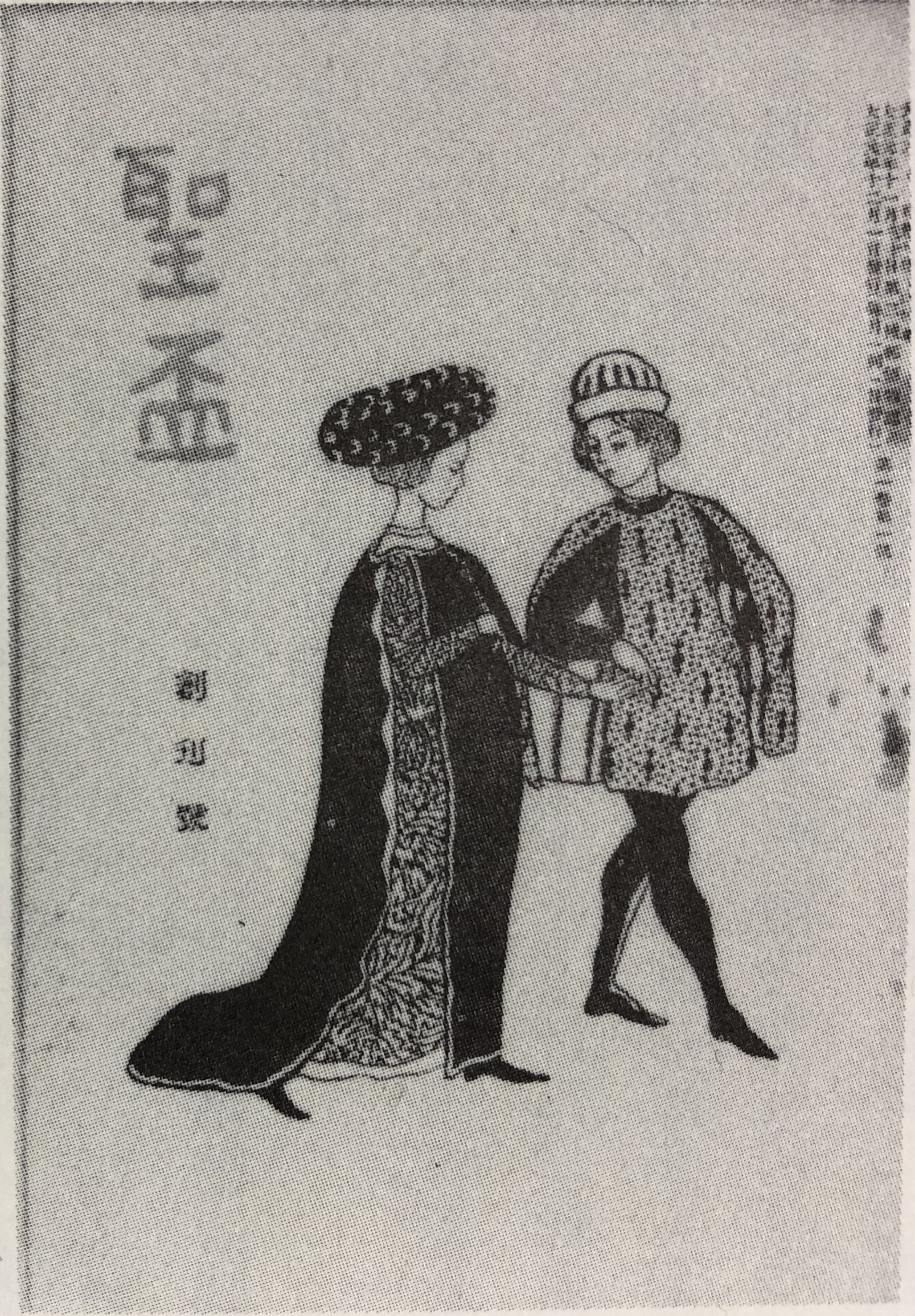
『聖盃』創刊号表紙

翌年北海道に旅行し、旭川新聞に「北海印象記」を連載。1908年に島村抱月が目当てで早稲田大学高等予科に入学し、飯田中学の校友会雑誌にツルゲーネフ「戦はゞや」の翻訳を発表。また、英文学と仏文学の恩師で、同郷でもある吉江喬松に私淑する。在学中の1912年から西條八十、森口多里、堀口大學、石井栢亭、画人の長谷川潔、永瀬義郎らと同人誌『聖杯』を創刊し、戯曲「美の遍路」や和歌の連作、詩や随想などを発表、ペンネームの日夏耿之介、号の夏黄眠、雛津之介を用い始める。翌年『假面』に改題し、1915年まで発行する。1913年『國學院雑誌』に「國語と語感と表現と」を発表し、以後も『早稲田文学』『水甕』『詩歌』などに作品発表。1914年に吉江喬松や『仮面』の一部メンバー西條八十、松田良四郎らに、芥川龍之介、山宮允を加えて、愛蘭土文学会を結成。芥川と親しくなる。1916年、鎌倉坂ノ下に転居、同じ頃に鎌倉で療養していた萩原朔太郎と交友を持ち、翌年刊行された朔太郎の『月に吠える』には理解を示す書評を書いた。1917年、大森山王に移転。

### 詩と文学
1917年に第一詩集『轉身の頌』を家蔵版として刊行、以後『黒衣聖母』『黄眠帖』『咒文』を出版。1922年から『中央公論』で明治、大正の詩史について掲載を始める。1920年に天佑社『ワイルド全集』第4巻として「ワイルド詩集」を翻訳。また「朝日新聞」に寄稿を始める。
1924年、再従妹の中島添子と結婚。大正末期から「大正デモクラシイ詩壇」からの批判に嫌気がさして、ほとんど詩の執筆をしなくなり（『文学詩歌談義』「序」）、学究的な仕事と、欧米の詩の翻訳、オカルティズム研究、随筆執筆などを主にするようになり、ヨーロッパ象徴主義の背景として、ロマン主義やデモノロジーにも博識ぶりを示した。1924年から1927年まで、石川道雄、堀口大學、西条八十、城左門らと雑誌「東邦藝術」（3号から「奢灞都」）を発行、フランス、イタリア、イギリス、アイルランドの文学の紹介、翻訳などを行い、ここでの企画「奢灞都南柯叢書第一期刊行目録」とされた53冊のうち、E.T.A.ホフマン『黄金寶壷』（石川道雄訳）、E.A.ポー『タル博士とファザア教授の治療法』（龍膽寺旻訳）の2冊が刊行された。
1927年「楚囚文學考」ではいち早くゴシック・ロマンスを日本に紹介するとともに、日本の古典怪奇、幻想文学との対比を行い、1951年「徳川恠異談の系譜」も著す。1928年に雑誌『パンテオン』を監修、発刊し、翌年まで10号を発行。若年から病弱で肋間神経症、喘息を持病とし、1930年から7年間療養生活を送り、42歳からは心臓急搏症で、1933-34年には鵠沼海岸に転地。1931年早稲田大学文学部教授に就任。1932年雑誌『戯苑』監修創刊、翌年2号を出して廃刊。1934年に阿佐ヶ谷に移る。1939年にジョン・キーツのオード創作心理過程と漢詩の比較論「美の司祭 - John KeatsのOdeに関する研究」で早稲田大学より文学博士号を授与。

### 飯田市の生活
1945年郷里の飯田市に疎開し、早稲田大学教授を辞任、翌1946年帰京。1952年から青山学院大学で文学論、比較文学論を講じる。1956年に岸田国士命日の法要に出かける際に脳溢血の発作で倒れ、右半身不随となって再び飯田市に帰郷し、愛宕神社境内に居を構える。1959年に飯田市にて古希祝賀会、記念講演会が催され、また同市風越山頂に句碑建立され、「秋風や狗賓の山に骨を埋む」の句が刻まれた。同年黄眠会などによる雑誌『古酒』創刊、庭内にも句碑建立。1962年に飯田市りんご並木に、谷口吉郎設計、齋藤磯雄撰による詩碑建立、「咒文の周圍」最終聯が刻まれた。1967年『随筆集 涓滴』出版記念会が催され、市立飯田図書館で全著作展示館が開かれた。1971年に飯田市自宅にて没す。

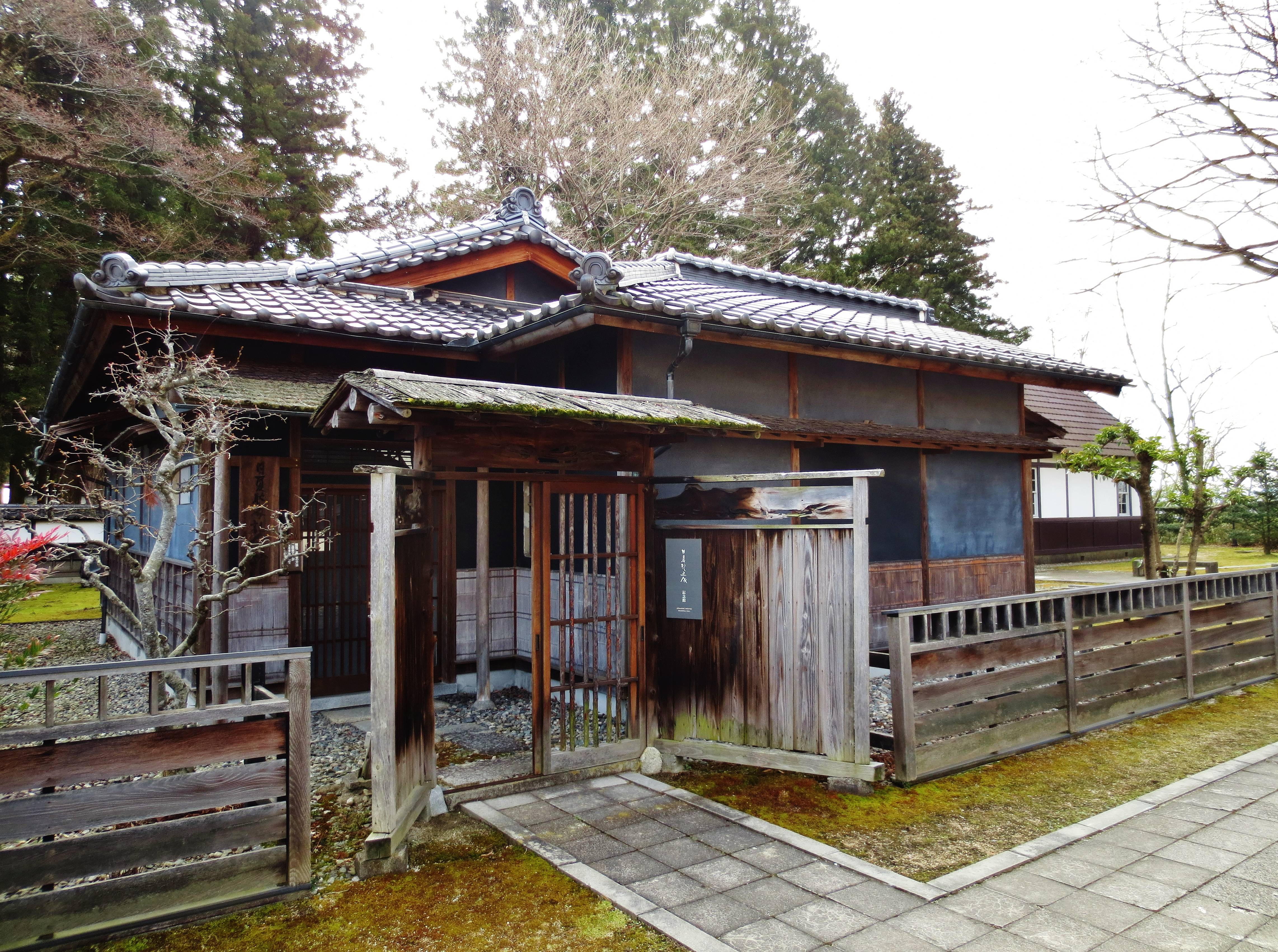
日夏耿之介記念館（長野県飯田市）

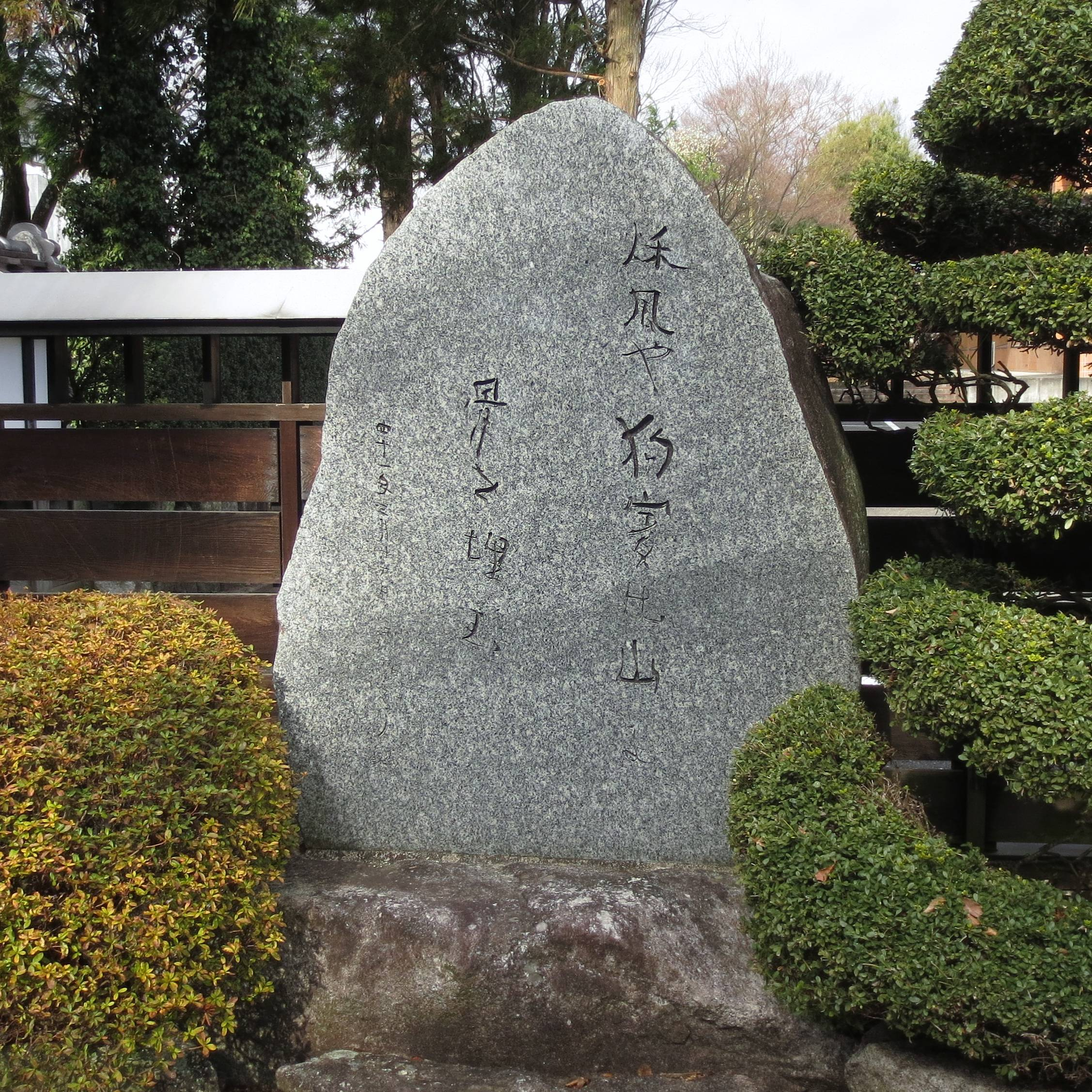
歌碑（日夏耿之介記念館）

1989年に飯田市美術博物館の付帯施設として、愛宕神社内にあった自宅を復元した日夏耿之介記念館が開館、旧蔵書9500冊、絵画、軸類150点、来簡集1500通が寄贈された。庭園には自然石の句碑「水鶏ゆくやこの日宋研の塵を滌ふ」が建っている。
翻訳者としては、壮麗な雅語を駆使してワイルドやポーを日本語に移し替え、三島由紀夫や澁澤龍彦に多大な影響を与えた。また自らを「頑迷固陋なる徳川文人型旧詩人」と称し、書画骨董、多くの蔵書に囲まれて暮らし、部屋には聖母マリアの絵が掛けられていた。篆刻を嗜み、『風塵静寂文』見返しページで印影18顆を纏めていて、著作の検印にも使っていた。
木下杢太郎が『スバル』掲載の頃から評価し、長く交友を持ち、医師として発疹の治療も受けた。

### 年譜
- 1912年 - 西條八十らと同人雑誌『聖盃』を創刊（翌年『假面』に改題）
- 1914年 - 早稲田大学文学部英文学科を卒業する
- 1917年 - 詩集『転身の頌』を発表する
- 1921年 - 詩集『黒衣聖母』を発表する
- 1922年 - 早稲田大学文学部講師に就任する
- 1929年 - 『明治大正詩史』を出版
- 1931年 - 早稲田大学文学部教授に就任する
- 1935年 - 早稲田大学辞任する
- 1939年 - 文学博士号を受け、再び早稲田大学教授に就任する
- 1950年 - 『改訂増補 明治大正詩史』で、第1回読売文学賞（研究部門）を受賞。友人・知人による還暦記念論集（全53篇）『近代日本の教養人　日夏耿之介博士華甲記念文集』（辰野隆編、実業之日本社）が刊行
- 1951年 - 『日本現代詩大系』で、毎日出版文化賞を受賞
- 1952年 - 青山学院大学教授に就任。『明治浪曼文學史』と『日夏耿之介全詩集』で、日本藝術院賞を受賞[10]。
- 1953年 - 第1回飯田市名誉市民に選ばれる
- 1955年『鎌倉の四季』が新橋演舞場で上演、作曲都一舟、振付花柳徳兵衛
- 1961年 - 青山学院大学教授を退任
- 1971年6月13日 - 飯田市大久保町愛宕稲荷神社境内の自宅にて81歳で没す
- 1989年 - 飯田市美術博物館内に日夏耿之介記念館が開館[11]
- 2002年 - 『日夏耿之介宛書簡集 学匠詩人の交友圏』（飯田市美術博物館）が出版

## 作品と評価
文体は、まず『轉身の頌』序文にて「象形文字を使用する本邦現代の言語は、其の不完全な語法上制約に縛られて、複雑の思想と多様の韻律とを鳴りひびかするに先天的の不具である。」ことから、「象形文字の精霊は、多くの視覚を通じて大脳に伝達される。音調以外のあるものは視覚に倚らなければならぬ。形態と音調との錯綜美が完全の使命である。」として「黄金均衡（ゴールドウン・アベレイジ）」を目指すものとされ、『黒衣の聖母』序文にいたり「假にゴスィック・ロオマン詩體ともいはばいうべき詩風」が「最近の私といふ人間の思想感情はこれらの詩によって最も妥當に表現せられる」と述べられた。そして「黒衣聖母に芽生え黃眠帖に成長したわたくしのいはゆるゴシック・ロマン詩體が、順当に煉金叙情詩風として展開したのが『咒文詩集』であった」（創元社版全詩集「敍」）と語られた。これはその詩を口ずさむことによって「音調と形態とは、精神の不可思議な領域に於いて渾然と交感し照応しつつ、交響楽の力強さを以って「喚起の魔術」を達成するのである。」、また特殊な措辞、象形文字の多用については「古語も廃語も俚語も難語も奇語も、一切が、旋律の逞しい息吹に協力する緊密な諧音と、かけがへのない和声となるのだ。」（齋藤磯雄「解説」）と評された。
これらは「詩と評論と学的研究とこの三つのジャンルに亙ってそれぞれ優に一家を成す堂堂たる業績」の賦才が「裡に緊密に相結合し、相補っている」（佐藤正彰「解説」-『日夏耿之介詩集』）と評される。『轉身の頌』発表時には、柳澤健「マラルメよりももっと容易に奪取できない城砦を、霊魂の劇場を、所有している!」（読売新聞）、堀口大學「私は思い出す、あの有名なマラルメがエロヂアッドの一節なる次の詩句を＜Qui C’est pour moi, que je fleuris…＞」（『三田文学』9巻2号）など、ステファヌ・マラルメの詩風に擬して評された。
「視覚的要素の、審美的な重要性」のために、活字の形態に繊細であり、「大文字の奢侈な印本を必要とする」など、本の装幀への強いこだわりも持っていた。
日本の作家では、上田秋成、森鷗外、幸田露伴、樋口一葉、泉鏡花らを高く評価しており、特に永井荷風について多くの論考がある。また、昭和初期において文壇大御所の低俗さを批判した者は荷風、日夏、佐藤春夫の3人のみだったと回想している。『明治浪曼文學史』では、ヨーロッパのロマン主義文学の発生と系統に比較して、日本の作品の比較文学的分析を行なっている。
澁澤龍彦は「西欧文明の隠れた大きな流れであるところの、世紀末デカダン文学やデモノロギア、神秘主義思想や魔法に関する前人未到の業績を残された」と述べている。また三島由紀夫は、1960年にワイルド『サロメ』の演出、上演にあたり日夏訳『院曲散羅米』を選び、自らの死後一周忌の上演演目にもこれを指定していた。

## 著作ほか

### 単著
- 『轉身の頌 詩集』光風館書店 1917年、アルス（増補版）1922年
  - 復刻（中央公論美術出版、限定版300部、1972年）／ほるぷ（日本近代文学館「名著複刻詩歌文学館」、1980年）
- 『黒衣聖母 詩集』アルス 1921年。復刻（長野：郷土出版社、2000年）
- 『古風な月』新潮社（現代詩人叢書第10編） 1922年
- 『神秘思想と近代詩』春秋社 1924年
- 『詩壇の散歩』新詩壇社 1924年
- 『瞳人閑語』高陽社 1925年（随筆集）
- 『日夏耿之介定本詩集』第一書房（全3巻）1926-27年
『轉身の頌』『黒衣聖母』『黃眠帖』[18]、長谷川潔挿画
- 『明治大正詩史』新潮社（上下・索引）1929年、普及版1936年
- 『明治文學襍考』梓書房 1929年
- 『咒文 詩集』 私家版 1933年。復刻（限定330部、冬至書房、1965年）
- 『日本象徴詩の研究』巧人社〈日本現代詩研究〉 1933年
- 『殘夜焚艸録』竹村書房 1934年（随筆集）
- 『病艸子』石川道雄 1935年（歌集）
- 『溝五位句槀』野田書房 1937年（句集）
- 『美の司祭　ジョン・キイツがオウドの創作心理過程の研究』三省堂 1939年（博士論文）
- 『聴雪廬小品』中央公論社 1940年（随筆集）
- 『英吉利浪曼象徴詩風』白水社（上下） 1940-41年
- 『輓近三代文學品題』實業之日本社 1940年、重印(改訂) 1949年。復刻（日本図書センター「近代文芸評論叢書」、1992年）
- 『黃眠文學随筆』桃蹊書房 1941年
- 『文學詩歌談義』實業之日本社 1941年
- 『詩歌文章雑談』實業之日本社 1942年
- 『風塵静寂文』櫻井書房 1942年
- 『黄眠零墨』擁書閣赤門書房 1942年
- 『耐病秘記』東峰書房 1943年／関書院 1948年
- 『日夏耿之介選集』中央公論社 1943年
- 『文學講筵』青年通信社 1943年
- 『鴎外文學』實業之日本社 1944年、増補 1947年。復刻（日本図書センター「近代作家研究叢書」、1983年）
- 『婆羅門誹諧』昭森社 1944年（句集）
- 『山居讀書人』姫城書院 1946年（随筆集）
- 『鏡花・藤村・龍之介 そのほか』光文社〈學藝選書〉 1946年
- 『随筆 秋の雲』関書院 1947年
- 『文人畫風』関書院 1947年（歌集）
- 『サバト恠異帖』早川書房 1948年（副題『サバト大草紙巻之一』）
- 『鴎外と露伴』創元社〈創元選書〉 1949年
- 『日本近代詩史論』角川書店 1949年
- 『明治大正詩史 改訂増補』東京創元社（上中下） 1948-49年、新装版1971年
- 『谷崎文學』朝日新聞社 1950年。復刻（日本図書センター「近代作家研究叢書」、1983年）
- 『荷風文學』三笠書房 1950年。復刻（日本図書センター「近代作家研究叢書」、1984年）
- 『母を偲ぶの記』朝日新聞社 1950年
- 『明治大正詩人』要書房〈要選書〉 1950年
- 『明治浪曼文學史』中央公論社 1951年、新装版1968年・1978年
- 『明治大正の小説家』角川文庫 1951年
- 『日夏耿之介全詩集』創元社〈創元選書〉 1952年
- 『日夏耿之介詩集』新潮文庫 1953年、復刊1994年‐詩集4冊からの抜粋
- 『明治大正の詩人』角川文庫 1953年
- 『書齋の中の嗟嘆』元々社〈民族教養新書〉 1954年
- 『日夏耿之介詩集』燕石猷編、河出文庫 1954年
- 『風雪の中の對話』讀賣新聞社〈讀賣新書〉 1955年（対話随筆）
- 『竹枝町巷談』的場書房 1955年（自叙伝・和本、限定版300部）
- 『日本藝術學の話』新樹社 1957年、再版1972年
- 『随筆集 涓滴』市立飯田図書館 1968年（限定版）
- 『黄眠詩撰』大雅堂 1970年（限定版100部）

翻訳
- 『全集1　ワイルド詩集』天祐社 1920年。全5巻（復刻：日本図書センター 1995年）
- 『英国神秘詩鈔』アルス 1922年
- フランシス・グリアソン『近代神秘説』新潮社 1922年（Modern Misticism）
- 『壹阡壹夜譚』世界童話大系刊行会 1925年
- モンタギュー・サマーズ『吸血妖魅考』武侠社 1931年（The Vampire in Europe、The Vampire:His kith and Kin）
  - 復刻 『吸血妖魅考　性科学全集11』クレス出版、2009年
- エドガー・アラン・ポー 『大鴉』野田書房 1935年（私家版・光昭館 1936年）
- 『魔法の馬（アラビアンナイト）』山本文庫 1936年
- 『海表集』野田書房 1937年（訳詩集）
- オスカー・ワイルド 『院曲撒羅米』蘭台山房 1937年、角川文庫 1954年
- 『ポオ秀詞』洗心書林 1947年
  - 『ポオ詩集』創元選書 1950年
- 『ワイルド全詩』創元選書 1950年
- 『巴里幻想譯詩集』東京限定本倶楽部 1951年（矢野目源一・城左門共訳）
- 『唐山感情集』彌生書房 1959年（漢詩訳集）
- 『零葉集 唐山感情集拾遺』大雅洞 1960年（限定版75部＋非売版25部）

### 主な編著
- 『アラビアンナイト』（全6巻）春陽堂 1932年
- 『貞心抄』私家版 1939年。母以志の歌集
- 『吉江喬松追悼記念文集 寂光集』桃蹊書房 1941年
- 『近代英米詩集』小山書店〈小山文庫〉1949年
- 『バイロン詩集』三笠書房 1949-51年（監修・全3巻）
- 『東西古今集』酣燈社〈詩人全書〉1950年
- 『薄田泣菫 白羊宮』酣燈社〈詩人全書〉1950年
- 『近代日本詩集』弘文堂〈アテネ文庫〉1951年
- 『日本現代詩大系』河出書房（監修・全10巻）1950年、復刊1974年。第2・3巻「浪漫期」を担当。
- 『明治大正新詩選』（上・下） 創元社〈創元選書〉1950年
- 『名詩名譯』創元社〈創元選書〉1951年。共編、新装版で再刊
- 『イギリス抒情詩集』河出書房 1952年（世界抒情詩選）
- 『アメリカ抒情詩集』河出書房 1953年（世界抒情詩選）
- 『萬葉集大成』平凡社（全22巻） 1954-55年、復刊1986年
  - 『萬葉の比較文學的フィールド・ワアク』、第7巻に収録
  - 『萬葉の美学』、第20巻に収録
- 『上田敏詩集』弘文堂〈アテネ文庫〉1954年
- 『木下杢太郎詩集』 弘文堂〈アテネ文庫〉1954年
- 『薄田泣菫詩集』新潮文庫 1955年
- 『東西詩抄』元々社〈民族教養新書〉1956年

### 没後刊行
- 『日夏耿之介全集』全8巻、河出書房新社、1973-78年（復刊1991年）
井村君江・池澤夏樹等により編集、特大版型。未収録論考が多くある。

1. 詩集
2. 譯詩・翻譯
3. 明治大正詩史
4. 日本文學
5. 作家論
6. 美の司祭
7. 外國文學
8. 随筆・創作

- 『日夏耿之介詩集』 思潮社〈現代詩文庫〉、1976年、新書判・年譜（解説佐藤正彰・清岡卓行）
- 『サバト恠異帖　クラテール叢書6』 国書刊行会、1987年（解説須永朝彦、井村君江）
- 『鏡花文学』研文社、1988年、解説谷沢永一
- 『風雪の中の対話』 中公文庫、1992年、解説佐伯彰一
- 『竹枝町巷談 自伝』 南信州新聞社、1997年、増補・松岡耿介編
- 『サバト恠異帖』 筑摩書房〈ちくま学芸文庫〉、2003年、編・解説井村君江 - 上記の同名と収録内容は一部異なる
- 『日夏耿之介文集』 ちくま学芸文庫、2004年、編・解説井村君江
- 『荷風文学』 平凡社ライブラリー、2005年、解説富士川義之
- 『ゴシック名訳集成 吸血妖鬼譚』 学研M文庫〈伝奇ノ匣9〉、2008年、東雅夫編
日夏による論考解説『吸血鬼譚』、『恠異ぶくろ』を収録。他にポオ『大鴉』が〈伝奇ノ匣7〉[19]に収録。
- 『唐山感情集』 講談社文芸文庫、2018年（解説南條竹則、井村君江）- 電子書籍も刊

訳著（没後）
- 『詩画集 大鴉』 エドガー・アラン・ポー、画：ギュスターヴ・ドレ、薔薇十字社、1972年／出帆社、1975年
- 『院曲 撒羅米』 オスカー・ワイルド、東出版、限定版1975年、1977年。画：オオブリ・ビアズレイ
- 『サロメ』 ワイルド、奢霸都舘、1977年。アラステア挿絵
- 『スフィンクス』 ワイルド、奢霸都館、1983年。アラステア挿絵、限定版
- 『吸血妖魅考』 モンタギュー・サマーズ、牧神社、1976年／ちくま学芸文庫、2003年
- 『近代神秘説 付・神秘思想と近代詩』 フランシス・グリーアスン、牧神社、1977年／北宋社（復刻版）、1996年
- 『ポオ詩集、サロメ』 講談社文芸文庫、1995年、解説窪田般彌、作家案内・井村君江
- 『ワイルド全詩』 オスカー・ワイルド、講談社文芸文庫、1995年、解説窪田般彌
- 『大鴉』 エドガー・アラン・ポー、沖積舎、2005年、新版2018年
- 『院曲 サロメ』 ワイルド、沖積舎、2004年
- 『巴里幻想譯詩集』 国書刊行会（新装版）、2008年

### 回想・評伝・目録
- 『詩人日夏耿之介』（黄眠会編、新樹社、1972年）。追悼文集、島田謹二等により編まれた
- 井村君江 『日夏耿之介の世界』（国書刊行会、2015年）。門下生による評伝、未公開写真を多数収録
- 『日夏耿之介コレクション目録Ｉ － 遺愛の書画編』（飯田市美術博物館、1999年）
- 『日夏耿之介コレクション目録Ⅱ － 書簡編』（同、2010年）。日夏耿之介宛書簡
- 『日夏耿之介コレクション目録Ⅲ － 自筆の書画編』（同、2016年）

### 作詞
- 1949年 下伊那農業高校校歌、小松清作曲
- 1952年『飯田名物唄』山田抄太郎作曲、振付は二代目花柳寿輔
- 1954年 東京都立大泉高等学校校歌、小松清作曲